# Bauernfest

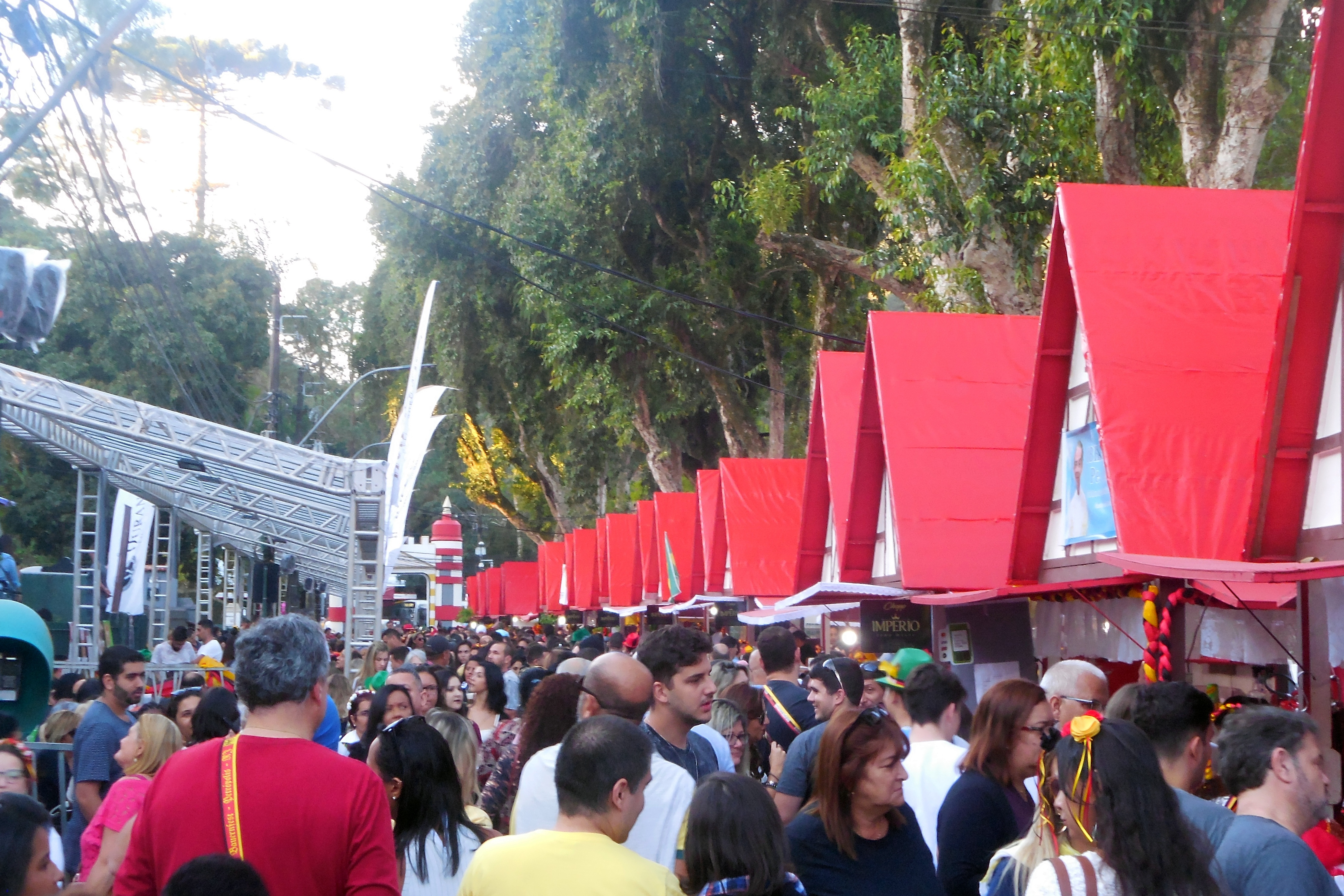
Fluxo de pessoas na Bauernfest 2018, em rua do Centro de Petrópolis.

A Festa do Colono Alemão ou Bauernfest é um festival que ocorre em homenagem aos imigrantes alemães anualmente no mês de junho no município de Petrópolis, região serrana do estado do Rio de Janeiro. A Bauernfest ocorre desde 1989 no centro da cidade e é considerada a maior festa de Petrópolis, do estado do RJ, e considerada uma das maiores do Brasil. A festa conta com ranchos folclóricos, bailões, corais, bandas tradicionais - como a Banda Musical Germânica de Blumenau, concurso de chope a metro, comidas típicas como salsicha, chucrute, bebidas, como cerveja, doces como chocolate, etc. Em 2012, participaram 368.000 pessoas que gastaram R$ 55 milhões em 11 dias de festa e foram consumidas 7,5 toneladas de salsichão e 35 mil litros de cerveja.

## Origens da Bauernfest
Desde o início do século XX, filhos e netos dos primeiros colonos organizavam pequenas quermesses em casas e barracões, no bairro Fazenda Inglesa. Eram iniciativas que pretendiam promover um retorno às origens, com música, dança e os tradicionais pratos da culinária alemã.
Contudo, em 1983, no Clube 29 de Junho - que reúne os descendentes da colônia - surgiu a ideia de transformar a iniciativa em uma festa que pudesse levar a todos o conhecimento da história e tradições dos alemães de Petrópolis. Assim, naquele ano, o primeiro evento foi realizado, por três dias, com o nome de "Festival Germânico". O ponto escolhido para a realização do festival era simbólico: os arredores do Palácio de Cristal, onde está afixado o cruzeiro que demarca a chegada dos pioneiros. O local era um ponto habitual de reunião das famílias alemãs, que ali realizavam jogos, brincadeiras e piqueniques no final de semana, inclusive por reportá-los a uma outra referência afetiva: o nome do local, Praça da Confluência – assim chamada por ser o ponto geográfico de reunião entre os rios Quitandinha e Palatinado – faz alusão à outra famosa praça alemã onde também se encontram dois importantes rios, o Rhein e o Mosel: a Praça Koblenz (em português, "Confluência").
A partir de 1990, o Clube 29 de junho e demais organizadores estabeleceram uma parceria com a Prefeitura de Petrópolis, através da Fundação de Cultura e Turismo (atual Instituto Municipal de Cultura e Esportes). O incremento e profissionalização do evento levaram ao seu crescimento exponencial. Desta forma, o antigo Festival Germânico alcançou o formato da atual Bauernfest: um evento de grande importância para o calendário turístico e cultural do estado e do país; com identidade definida; que a cada ano inclui inovações que atraem novos visitantes, bem como seu público fiel.

## A Bauernfest hoje

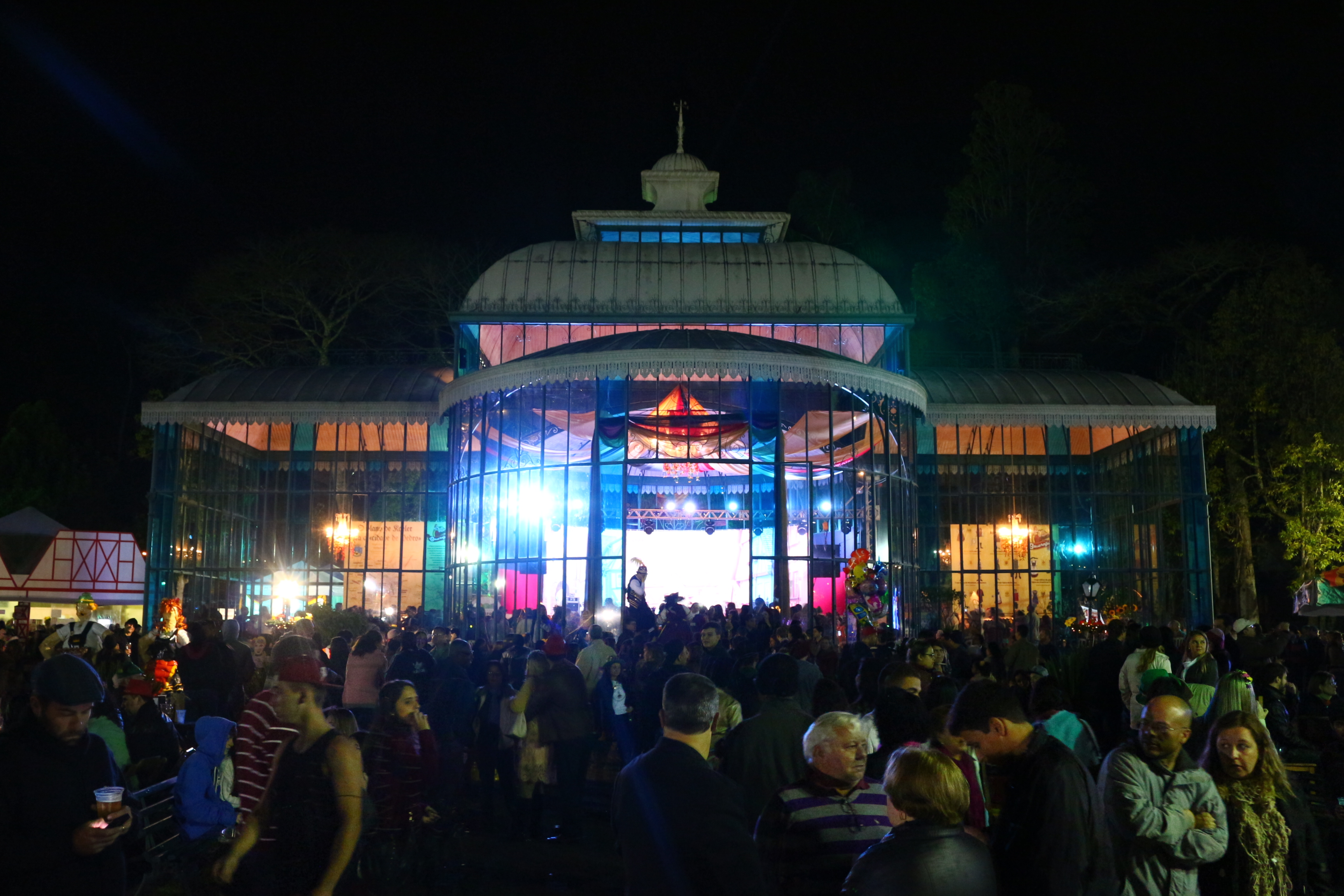
Palácio de Cristal durante o festival

A Bauernfest – Festa do Colono Alemão de Petrópolis vem superando expectativas todos os anos, atingindo público recorde a cada edição. Considerada o segundo maior evento do Brasil em sua categoria é também o mais importante da Região Sudeste.
Iniciada em 1989, tem o intuito de manter vivas as tradições históricas e culturais deixadas pelos colonizadores germânicos estabelecidos na cidade. O local escolhido para realização das edições da Bauernfest foi os arredores do Palácio de Cristal, onde está um cruzeiro que marca a chegada dos pioneiros. A partir de 1990, em parceria com a Prefeitura Municipal de Petrópolis, o evento foi profissionalizado e tomou maior proporção, alcançando o seu formato atual, sendo de grande importância para o calendário turístico e cultural para a cidade e o estado.
Dentre as inúmeras atrações culturais que ocorrem durante os dias de festa, podemos destacar ainda os Grupos de Danças Folclóricas de Petrópolis que alegram o palco de cada edição da Bauernfest, os corais e bandas que agitam o tradicional baile popular. Além da deliciosa e tradicional culinária alemã, destacamos ainda os belíssimos desfiles que celebram a abertura e encerramento da festa.
A Bauernfest acontece na Rua Alfredo Pachá, no Centro, onde se localiza a Bohemia, primeira cervejaria do Brasil. No local, é possível visitar o museu da cerveja e experimentar outras atrações correlatas.

## Grupos Folclóricos
Hoje, a cidade de Petrópolis conta com sete Grupos Folclóricos diferentes que participam ativamente das atividades da Bauernfest. Os grupos se organizam para que além das já tradicionais danças folclóricas, possam ainda demonstrar trajes típicos, idioma, festas, comidas e jogos, provenientes de regiões germânicas mantendo viva a cultura e a história de seus antepassados.
Em Petrópolis, os Grupos se associam para centralizar e organizar as atividades através da AGFAP (Associação dos Grupos Folclóricos Alemães de Petrópolis). A AGFAP hoje, é composta pelos sete grupos representantes:
- Grupo Folclórico Germânico Bergstadt
- Bauerngruppe Danças Folclóricas Alemãs de Petrópolis
- Mosel Volkstänze de Petrópolis
- Rheinland Pfalz Danças Folclóricas
- Kaiserstadt Kulturkreis
- Petrópolis Danças Folclóricas
- Blumenberg Volkstanz

Em determinadas situações, a AGFAP estrutura um grupo da própria Associação, o qual é composto por um casal de cada um dos grupos descritos acima.